# Hans Jacob Kristler

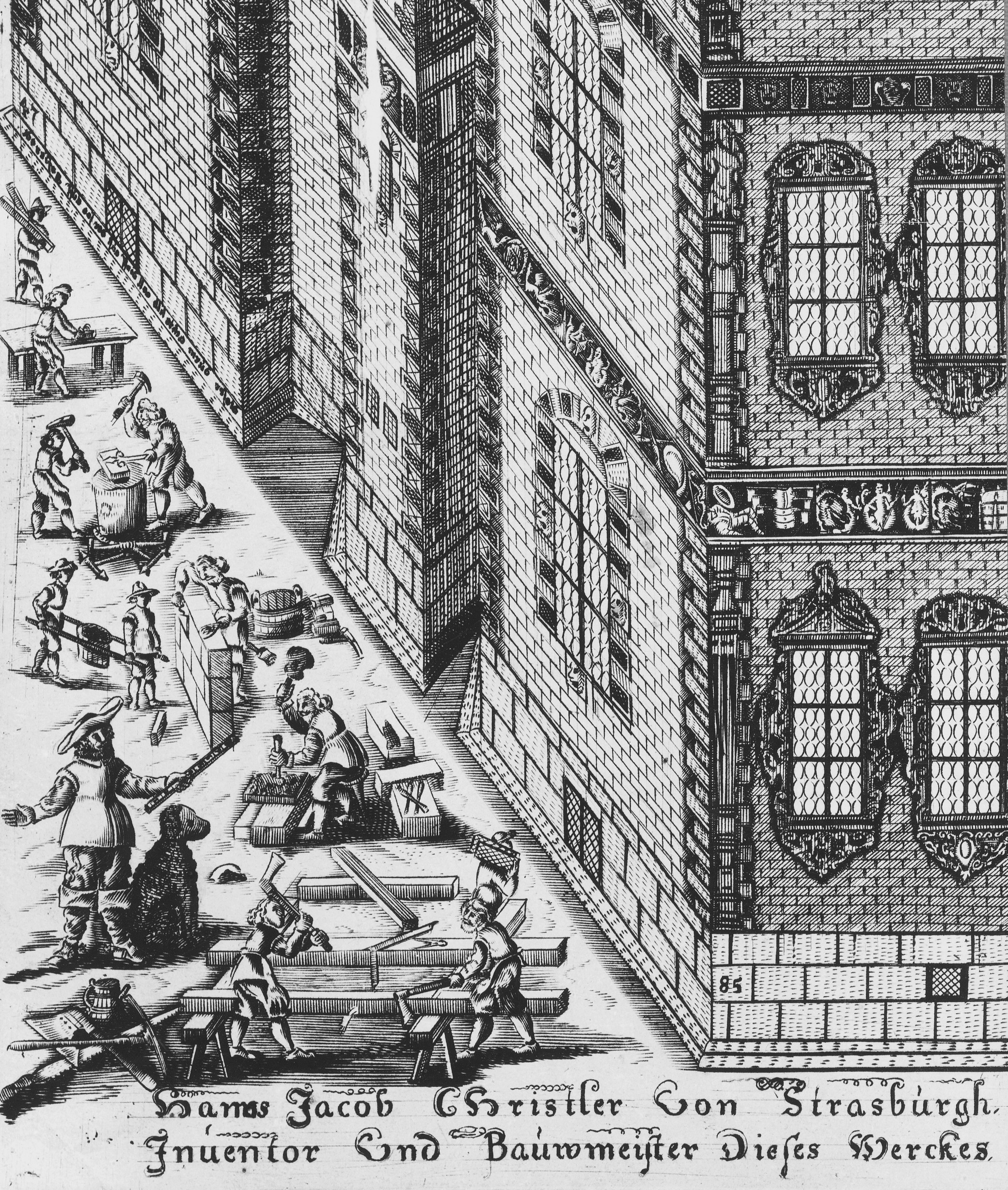
L'architecte Hans Jacob Christler (Kristler) travaillant sur le palais Makalös à Stockholm, dans les années 1640.
Gravure sur cuivre de Sigismund von Vogel.

Hans Jacob Anze Jakowsen Kristler (ou Hans Jacob Christler), né en 1592 à Strasbourg (alors ville libre du Saint-Empire romain germanique) et mort en 1645 à Moscou, est un architecte et constructeur actif en Suède, en Russie et en Livonie. Il a conçu et construit plusieurs palais à Stockholm au 17e siècle. Il a été invité en Suède par Jakob De la Gardie, mais a également travaillé pour un certain nombre d'autres clients. 
Le premier travail de Kristler en Suède fut probablement Jakobsdal (château d'Ulriksdal) près de Stockholm, qui fut achevé en 1644. Dans le même temps, il a travaillé pour le compte de la congrégation allemande pour reconstruire et agrandir l'Église allemande (maison de vacances de Sainte-Gertrude). En 1638, Kristler est à l'origine d'un plan audacieux pour l'époque consistant à faire reposer les voûtes reposer sur seulement deux piliers au centre de l'église. Les travaux durèrent jusqu'en 1642. Jusqu'à l'incendie de l'église en 1878, l'église ressemblait essentiellement à ce qu'elle était après l'intervention de Kristler. 
Sa plus grande et plus célèbre œuvre est la construction du palais Delagardieska ou Makalös dans les années 1630. Dans une gravure sur cuivre du palais par Sigismund von Vogel, Kristler apparaît dans le coin inférieur gauche de l'illustration, avec un bâton de mesure dans la main et son chien à côté. Kristler est présenté dans la gravure sur cuivre comme "Inventor und Baumeister" du palais. Kristler est présent au Musée national de Stockholm  avec des croquis du palais Makalös . 
En 1643, Kristler se rend en Russie, où il crée des dessins et une maquette pour la construction d'un pont à Moscou. En plus de sa profession d'architecte, il est aujourd'hui considéré comme un constructeur et concepteur de ponts. 

## Sources
- Barbro Flodin, « Hans Jakob Kristler : Några rön och synpunkter », Konsthistorisk Tidskrift 45 (1), 1976, p. 94–100.(lire en ligne).
- Liljegren, Mårten, Kring Hans Jakob Kristler, Stockholm, 1946, Libris länk (lire en ligne)
- Kristler, Hans Jakob i Nordisk familjebok, Andra upplagan, 1911.1.
- Svenskt konstnärslexikon, vol. III, p. 276, Allhems Förlag, Malmö.